# Llista de masies del Lluçanès
Per municipi

Llista de masies i altres construccions relacionades del Lluçanès ordenades per municipi.
Informació actualitzada per un bot. Els canvis manuals es perdran quan s'actualitzi!
| imatge | Nom                          | instància de     | Municipi                 | Elevació s.n.m. en m | estat de conservació | coordenades | Protecció                                            | Commons (més fotos)      | WD                            |
| ------ | ---------------------------- | ---------------- | ------------------------ | -------------------- | -------------------- | --- | ---------------------------------------------------- | ------------------------ | ----------------------------- |
|        | Ca l'Andri                   | masia            | Alpens                   |                      |                      | 42° 07′ 19″ N, 2° 05′ 54″ E / 42.1218893695526°N,2.09829131260147°E                                                    |                                                      |                          | Modifica les dades a Wikidata |
|        | Cal Moreu                    | masia            | Alpens                   |                      |                      | 42° 07′ 26″ N, 2° 05′ 45″ E / 42.123909°N,2.095883°E                                                                   | bé integrant del patrimoni cultural català           |                          | Modifica les dades a Wikidata |
|        | Can Cases                    | masia            | Alpens                   |                      |                      | 42° 07′ 46″ N, 2° 04′ 15″ E / 42.12956°N,2.07088°E                                                                     | bé integrant del patrimoni cultural català           |                          | Modifica les dades a Wikidata |
|        | Casa de Fusta                | masia            | Alpens                   |                      |                      | 42° 07′ 22″ N, 2° 04′ 04″ E / 42.1226551379413°N,2.06789071224512°E                                                    |                                                      |                          | Modifica les dades a Wikidata |
|        | Casó                         | masia            | Alpens                   | 903                  |                      | 42° 07′ 24″ N, 2° 05′ 45″ E / 42.12347°N,2.09595°E                                                                     | bé integrant del patrimoni cultural català           |                          | Modifica les dades a Wikidata |
|        | Coma Ermada                  | masia            | Alpens                   |                      |                      | 42° 07′ 14″ N, 2° 04′ 06″ E / 42.1206596984302°N,2.06837966322204°E                                                    |                                                      |                          | Modifica les dades a Wikidata |
|        | Comià                        | masia            | Alpens                   | 987                  |                      | 42° 08′ 10″ N, 2° 04′ 05″ E / 42.1360751521689°N,2.06796013932112°E                                                    | bé integrant del patrimoni cultural català           |                          | Modifica les dades a Wikidata |
|        | el Colomer                   | masia            | Alpens                   | 807                  |                      | 42° 06′ 22″ N, 2° 06′ 57″ E / 42.106125°N,2.115886°E                                                                   | bé integrant del patrimoni cultural català           |                          | Modifica les dades a Wikidata |
|        | el Graell                    | masia            | Alpens                   | 878                  |                      | 42° 06′ 47″ N, 2° 05′ 07″ E / 42.113099°N,2.085356°E                                                                   | bé integrant del patrimoni cultural català           | El Graell (Alpens)       | Modifica les dades a Wikidata |
|        | el Vilar                     | masia            | Alpens                   |                      |                      | 42° 06′ 58″ N, 2° 06′ 33″ E / 42.11606715676°N,2.10929707018499°E                                                      |                                                      |                          | Modifica les dades a Wikidata |
|        | els Plans                    | masia            | Alpens                   | 771                  |                      | 42° 06′ 42″ N, 2° 04′ 09″ E / 42.111762°N,2.069143°E                                                                   | bé integrant del patrimoni cultural català           |                          | Modifica les dades a Wikidata |
|        | Freixenet                    | masia            | Alpens                   |                      |                      | 42° 06′ 18″ N, 2° 07′ 19″ E / 42.10491948872°N,2.1220242849541°E                                                       |                                                      |                          | Modifica les dades a Wikidata |
|        | la Llena                     | masia            | Alpens                   | 960                  |                      | 42° 07′ 47″ N, 2° 05′ 19″ E / 42.12975°N,2.088541°E                                                                    | bé integrant del patrimoni cultural català           |                          | Modifica les dades a Wikidata |
|        | la Vall                      | masia            | Alpens                   | 810                  |                      | 42° 06′ 49″ N, 2° 06′ 11″ E / 42.11356°N,2.10297°E                                                                     | bé integrant del patrimoni cultural català           |                          | Modifica les dades a Wikidata |
|        | Mas Soler                    | masia            | Alpens                   |                      |                      | 42° 08′ 17″ N, 2° 06′ 04″ E / 42.1381581828437°N,2.10101312117579°E                                                    |                                                      |                          | Modifica les dades a Wikidata |
|        | masoveria del Colomer        | masia            | Alpens                   |                      |                      | 42° 06′ 22″ N, 2° 06′ 58″ E / 42.10611°N,2.11598°E                                                                     |                                                      |                          | Modifica les dades a Wikidata |
|        | Montjuïc                     | masia            | Alpens                   |                      |                      | 42° 07′ 19″ N, 2° 06′ 03″ E / 42.1219819165219°N,2.10090310452411°E                                                    |                                                      |                          | Modifica les dades a Wikidata |
|        | Paller de la Petja           | pallissa         | Alpens                   | 841                  |                      | 42° 07′ 15″ N, 2° 04′ 48″ E / 42.120901°N,2.079994°E                                                                   | bé integrant del patrimoni cultural català           |                          | Modifica les dades a Wikidata |
|        | Pallissa del Colomer         | masia            | Alpens                   |                      |                      | 42° 06′ 24″ N, 2° 06′ 57″ E / 42.10672°N,2.11574°E                                                                     |                                                      |                          | Modifica les dades a Wikidata |
|        | Petja                        | masia            | Alpens                   |                      |                      | 42° 07′ 15″ N, 2° 04′ 48″ E / 42.120884°N,2.08012°E                                                                    |                                                      |                          | Modifica les dades a Wikidata |
|        | Serrallonga de Baix          | masia            | Alpens                   | 1006                 |                      | 42° 08′ 14″ N, 2° 04′ 36″ E / 42.13721°N,2.07677°E                                                                     | bé integrant del patrimoni cultural català           |                          | Modifica les dades a Wikidata |
|        | Serrallonga de Dalt          | masia            | Alpens                   | 1057                 |                      | 42° 08′ 25″ N, 2° 04′ 56″ E / 42.14026°N,2.08222°E                                                                     | bé integrant del patrimoni cultural català           |                          | Modifica les dades a Wikidata |
|        | Torrats                      | masia            | Alpens                   | 922                  |                      | 42° 07′ 33″ N, 2° 05′ 51″ E / 42.12595°N,2.0975°E                                                                      | bé integrant del patrimoni cultural català           |                          | Modifica les dades a Wikidata |
|        | Angelats                     | masia            | Lluçà                    |                      |                      | 42° 05′ 35″ N, 2° 01′ 33″ E / 42.0930621857305°N,2.02584431207868°E                                                    |                                                      |                          | Modifica les dades a Wikidata |
|        | Borrassers                   | masia            | Lluçà                    |                      |                      | 42° 05′ 51″ N, 2° 04′ 15″ E / 42.0973892356082°N,2.07084873387051°E                                                    |                                                      |                          | Modifica les dades a Wikidata |
|        | Ca l'Estrada                 | masia            | Lluçà                    |                      |                      | 42° 03′ 50″ N, 2° 04′ 45″ E / 42.063856°N,2.079101°E                                                                   | bé integrant del patrimoni cultural català           |                          | Modifica les dades a Wikidata |
|        | Cabres Mortes                | masia            | Lluçà                    |                      |                      | 42° 04′ 48″ N, 2° 01′ 48″ E / 42.0801197477866°N,2.03006819079408°E                                                    |                                                      |                          | Modifica les dades a Wikidata |
|        | Cal Bagues                   | masia            | Lluçà                    |                      |                      | 42° 02′ 26″ N, 2° 02′ 17″ E / 42.0404783807355°N,2.03815021825425°E                                                    |                                                      |                          | Modifica les dades a Wikidata |
|        | Cal Bessó                    | masia            | Lluçà                    |                      |                      | 42° 04′ 34″ N, 2° 05′ 11″ E / 42.0761428760169°N,2.08652383673864°E                                                    |                                                      |                          | Modifica les dades a Wikidata |
|        | Cal Bornac                   | masia            | Lluçà                    |                      |                      | 42° 02′ 45″ N, 2° 01′ 42″ E / 42.0457908465994°N,2.02836726427131°E                                                    |                                                      |                          | Modifica les dades a Wikidata |
|        | Cal Coix                     | masia            | Lluçà                    |                      |                      | 42° 04′ 23″ N, 2° 04′ 26″ E / 42.0729246018583°N,2.0737925759723°E                                                     |                                                      |                          | Modifica les dades a Wikidata |
|        | Cal Fuster                   | masia            | Lluçà                    |                      |                      | 42° 02′ 52″ N, 2° 02′ 02″ E / 42.0478904659162°N,2.03383330916678°E                                                    |                                                      |                          | Modifica les dades a Wikidata |
|        | Cal Jep Sant                 | masia            | Lluçà                    |                      |                      | 42° 04′ 07″ N, 2° 03′ 59″ E / 42.0685953333992°N,2.06636123545815°E                                                    |                                                      |                          | Modifica les dades a Wikidata |
|        | Cal Marxant                  | masia            | Lluçà                    |                      |                      | 42° 03′ 09″ N, 2° 01′ 17″ E / 42.0524963282544°N,2.02149775602186°E                                                    |                                                      |                          | Modifica les dades a Wikidata |
|        | Cal Masover Xic              | masia            | Lluçà                    |                      |                      | 42° 02′ 43″ N, 2° 02′ 51″ E / 42.0452314458694°N,2.04758792896318°E                                                    |                                                      |                          | Modifica les dades a Wikidata |
|        | Cal Panderni                 | masia            | Lluçà                    |                      |                      | 42° 04′ 13″ N, 2° 05′ 05″ E / 42.0702569072033°N,2.08479505815925°E                                                    |                                                      |                          | Modifica les dades a Wikidata |
|        | Cal Pieret                   | masia            | Lluçà                    |                      |                      | 42° 02′ 31″ N, 2° 00′ 17″ E / 42.0418871905298°N,2.0047934426562°E                                                     |                                                      |                          | Modifica les dades a Wikidata |
|        | Cal Riba                     | masia            | Lluçà                    |                      |                      | 42° 04′ 07″ N, 2° 04′ 22″ E / 42.0687105998905°N,2.07280222192801°E                                                    |                                                      |                          | Modifica les dades a Wikidata |
|        | Cal Salles                   | masia            | Lluçà                    |                      |                      | 42° 02′ 18″ N, 2° 02′ 16″ E / 42.0384676599041°N,2.03787849744235°E                                                    |                                                      |                          | Modifica les dades a Wikidata |
|        | Cal Teixidor                 | masia            | Lluçà                    |                      |                      | 42° 02′ 21″ N, 2° 02′ 16″ E / 42.0390335780263°N,2.03770081308861°E                                                    |                                                      |                          | Modifica les dades a Wikidata |
|        | Cal Tiratemples              | masia            | Lluçà                    |                      |                      | 42° 04′ 27″ N, 2° 03′ 40″ E / 42.074069°N,2.061196°E                                                                   | bé integrant del patrimoni cultural català           |                          | Modifica les dades a Wikidata |
|        | Cal Tià                      | masia            | Lluçà                    |                      |                      | 42° 03′ 01″ N, 2° 02′ 13″ E / 42.050334°N,2.036918°E                                                                   | bé integrant del patrimoni cultural català           | Cal Tià (Lluçà)          | Modifica les dades a Wikidata |
|        | Cal Toves                    | masia            | Lluçà                    |                      |                      | 42° 04′ 28″ N, 2° 01′ 41″ E / 42.074441999525°N,2.0281538395017°E                                                      |                                                      |                          | Modifica les dades a Wikidata |
|        | Cal Vilaró                   | masia            | Lluçà                    |                      |                      | 42° 03′ 21″ N, 2° 01′ 56″ E / 42.055861°N,2.032303°E                                                                   | bé integrant del patrimoni cultural català           | Cal Vilaró (Lluçà)       | Modifica les dades a Wikidata |
|        | Camp-de-soler                | masia            | Lluçà                    |                      |                      | 42° 02′ 31″ N, 2° 01′ 48″ E / 42.041867895589°N,2.02988901709402°E                                                     |                                                      |                          | Modifica les dades a Wikidata |
|        | Can Manyaques                | masia            | Lluçà                    |                      |                      | 42° 02′ 04″ N, 2° 00′ 33″ E / 42.0344045966597°N,2.0091627232281°E                                                     |                                                      |                          | Modifica les dades a Wikidata |
|        | Can Tomàs                    | masia            | Lluçà                    |                      |                      | 42° 03′ 13″ N, 2° 00′ 33″ E / 42.053564783488°N,2.0091369038977°E                                                      |                                                      |                          | Modifica les dades a Wikidata |
|        | Can Vinyes                   | masia            | Lluçà                    |                      |                      | 42° 05′ 03″ N, 2° 03′ 30″ E / 42.0840926562809°N,2.05831149554355°E                                                    |                                                      |                          | Modifica les dades a Wikidata |
|        | Canelles                     | masia            | Lluçà                    |                      |                      | 42° 05′ 04″ N, 2° 05′ 47″ E / 42.0844266178343°N,2.09648853827681°E                                                    |                                                      |                          | Modifica les dades a Wikidata |
|        | Casanova                     | masia            | Lluçà                    |                      |                      | 42° 02′ 55″ N, 2° 02′ 04″ E / 42.048503°N,2.034481°E                                                                   | bé integrant del patrimoni cultural català           | Casanova (Lluçà)         | Modifica les dades a Wikidata |
|        | Caselles                     | masia            | Lluçà                    |                      |                      | 42° 03′ 49″ N, 2° 01′ 11″ E / 42.063563848667°N,2.0198592442545°E                                                      |                                                      |                          | Modifica les dades a Wikidata |
|        | Cerdanyons                   | masia            | Lluçà                    | 797                  |                      | 42° 06′ 21″ N, 2° 06′ 08″ E / 42.10572°N,2.10219°E                                                                     | bé integrant del patrimoni cultural català           |                          | Modifica les dades a Wikidata |
|        | Colldeplana                  | masia            | Lluçà                    |                      |                      | 42° 03′ 10″ N, 2° 01′ 18″ E / 42.0528046705999°N,2.0217467982002°E                                                     |                                                      |                          | Modifica les dades a Wikidata |
|        | Coma de Grau                 | masia            | Lluçà                    |                      |                      | 42° 07′ 05″ N, 2° 03′ 38″ E / 42.1179837650516°N,2.0605195652251°E                                                     |                                                      |                          | Modifica les dades a Wikidata |
|        | Cortius                      | masia            | Lluçà                    |                      |                      | 42° 03′ 54″ N, 2° 02′ 45″ E / 42.0650663484492°N,2.04574438936323°E                                                    |                                                      |                          | Modifica les dades a Wikidata |
|        | el Castell                   | masia            | Lluçà                    | 796                  |                      | 42° 03′ 24″ N, 2° 02′ 13″ E / 42.056538°N,2.036982°E                                                                   |                                                      | El Castell (Lluçà)       | Modifica les dades a Wikidata |
|        | el Casó                      | masia            | Lluçà                    |                      |                      | 42° 04′ 15″ N, 2° 04′ 26″ E / 42.0708981973039°N,2.07379786229236°E                                                    |                                                      |                          | Modifica les dades a Wikidata |
|        | el Coll de les Casetes       | masia            | Lluçà                    |                      |                      | 42° 05′ 15″ N, 2° 03′ 27″ E / 42.0874373726197°N,2.05762119737362°E                                                    |                                                      |                          | Modifica les dades a Wikidata |
|        | el Garet                     | masia            | Lluçà                    |                      |                      | 42° 02′ 48″ N, 2° 02′ 12″ E / 42.0465461338649°N,2.03676576910889°E                                                    |                                                      |                          | Modifica les dades a Wikidata |
|        | el Grau                      | masia            | Lluçà                    |                      |                      | 42° 01′ 05″ N, 2° 01′ 21″ E / 42.0181101404355°N,2.02261694276677°E                                                    |                                                      |                          | Modifica les dades a Wikidata |
|        | el Pla de la Serra           | masia            | Lluçà                    |                      |                      | 42° 04′ 02″ N, 2° 01′ 59″ E / 42.067278695923°N,2.0330979832507°E                                                      |                                                      |                          | Modifica les dades a Wikidata |
|        | el Puig dels Eixuts          | masia            | Lluçà                    |                      |                      | 42° 04′ 20″ N, 2° 01′ 14″ E / 42.0721136185917°N,2.02059207017438°E                                                    |                                                      |                          | Modifica les dades a Wikidata |
|        | el Putjot                    | masia            | Lluçà                    |                      |                      | 42° 03′ 23″ N, 2° 03′ 00″ E / 42.0563024340809°N,2.0500087519398°E                                                     |                                                      |                          | Modifica les dades a Wikidata |
|        | el Teuler del Grau           | masia            | Lluçà                    |                      |                      | 42° 01′ 05″ N, 2° 01′ 37″ E / 42.0180938662264°N,2.0270618819965°E                                                     |                                                      |                          | Modifica les dades a Wikidata |
|        | el Verdeguer                 | masia            | Lluçà                    |                      |                      | 42° 02′ 38″ N, 2° 02′ 38″ E / 42.0438398932716°N,2.04379053419247°E                                                    |                                                      |                          | Modifica les dades a Wikidata |
|        | el Vilartimó                 | masia            | Lluçà                    | 719                  |                      | 42° 05′ 03″ N, 2° 01′ 02″ E / 42.084254997234°N,2.0171227270091°E                                                      |                                                      | El Vilartimó             | Modifica les dades a Wikidata |
|        | Generes                      | masia            | Lluçà                    |                      |                      | 42° 01′ 38″ N, 2° 02′ 04″ E / 42.0272339760626°N,2.03435152791389°E                                                    |                                                      |                          | Modifica les dades a Wikidata |
|        | Gonfaus                      | masia            | Lluçà                    |                      |                      | 42° 03′ 58″ N, 2° 04′ 52″ E / 42.066035°N,2.081209°E                                                                   | bé integrant del patrimoni cultural català           |                          | Modifica les dades a Wikidata |
|        | la Barraca                   | masia            | Lluçà                    |                      |                      | 42° 04′ 48″ N, 2° 00′ 42″ E / 42.0800087273903°N,2.01177816794983°E                                                    |                                                      |                          | Modifica les dades a Wikidata |
|        | la Casa Nova de la Vall      | masia            | Lluçà                    | 768                  |                      | 42° 05′ 55″ N, 2° 05′ 53″ E / 42.09859°N,2.09818°E                                                                     | bé integrant del patrimoni cultural català           |                          | Modifica les dades a Wikidata |
|        | la Casa Nova de la Vila      | masia            | Lluçà                    |                      |                      | 42° 05′ 54″ N, 2° 04′ 37″ E / 42.0983740037234°N,2.07680840110003°E                                                    |                                                      |                          | Modifica les dades a Wikidata |
|        | la Casa Nova del Castell     | masia            | Lluçà                    |                      |                      | 42° 03′ 37″ N, 2° 02′ 49″ E / 42.0602312278975°N,2.0469891297404°E                                                     |                                                      |                          | Modifica les dades a Wikidata |
|        | la Casa Nova del Grau        | masia            | Lluçà                    |                      |                      | 42° 01′ 48″ N, 2° 01′ 18″ E / 42.0300811392151°N,2.02172083075244°E                                                    |                                                      |                          | Modifica les dades a Wikidata |
|        | la Casanova de la Tor        | masia            | Lluçà                    |                      |                      | 42° 06′ 44″ N, 2° 03′ 35″ E / 42.1122936111394°N,2.05964803466109°E                                                    |                                                      |                          | Modifica les dades a Wikidata |
|        | la Coma de Borrassers        | masia            | Lluçà                    |                      |                      | 42° 04′ 53″ N, 2° 04′ 32″ E / 42.0814312860843°N,2.07548236065101°E                                                    |                                                      |                          | Modifica les dades a Wikidata |
|        | la Font                      | masia            | Lluçà                    |                      |                      | 42° 02′ 42″ N, 2° 02′ 50″ E / 42.045097°N,2.047231°E                                                                   | bé integrant del patrimoni cultural català           |                          | Modifica les dades a Wikidata |
|        | la Garona                    | masia            | Lluçà                    |                      |                      | 42° 04′ 05″ N, 2° 03′ 10″ E / 42.0680162289609°N,2.05284388064453°E                                                    |                                                      |                          | Modifica les dades a Wikidata |
|        | la Primitiva                 | masia            | Lluçà                    |                      |                      | 42° 03′ 02″ N, 2° 02′ 04″ E / 42.0505623412489°N,2.03454203203014°E                                                    |                                                      |                          | Modifica les dades a Wikidata |
|        | la Rectoria                  | masia            | Lluçà                    |                      |                      | 42° 04′ 31″ N, 2° 00′ 57″ E / 42.0751720196118°N,2.01593921926791°E                                                    |                                                      |                          | Modifica les dades a Wikidata |
|        | la Riba                      | masia            | Lluçà                    |                      |                      | 42° 04′ 32″ N, 2° 00′ 56″ E / 42.0755931915217°N,2.01569093511894°E                                                    |                                                      |                          | Modifica les dades a Wikidata |
|        | la Riereta                   | masia            | Lluçà                    |                      |                      | 42° 03′ 55″ N, 2° 00′ 37″ E / 42.065281894091°N,2.0101633871669°E                                                      |                                                      |                          | Modifica les dades a Wikidata |
|        | la Roca del Grau             | masia            | Lluçà                    |                      |                      | 42° 01′ 01″ N, 2° 01′ 44″ E / 42.016910372538°N,2.02875872863586°E                                                     |                                                      |                          | Modifica les dades a Wikidata |
|        | la Solana                    | masia            | Lluçà                    |                      |                      | 42° 02′ 48″ N, 2° 00′ 31″ E / 42.046712692204°N,2.00872980619257°E                                                     |                                                      |                          | Modifica les dades a Wikidata |
|        | la Talaia                    | masia            | Lluçà                    |                      |                      | 42° 03′ 59″ N, 2° 04′ 19″ E / 42.0664791397318°N,2.07195233339183°E                                                    |                                                      |                          | Modifica les dades a Wikidata |
|        | la Tort de l'Aspà            | masia            | Lluçà                    |                      |                      | 42° 06′ 26″ N, 2° 03′ 14″ E / 42.107169°N,2.053765°E                                                                   | bé integrant del patrimoni cultural català           |                          | Modifica les dades a Wikidata |
|        | la Vall de les Botes         | masia            | Lluçà                    |                      |                      | 42° 03′ 23″ N, 2° 00′ 45″ E / 42.056265813646°N,2.01259352878582°E                                                     |                                                      |                          | Modifica les dades a Wikidata |
|        | la Vila d'Alpens             | masia            | Lluçà                    |                      |                      | 42° 05′ 46″ N, 2° 05′ 15″ E / 42.095982259657°N,2.08743634582634°E                                                     |                                                      |                          | Modifica les dades a Wikidata |
|        | les Collades                 | masia            | Lluçà                    |                      |                      | 42° 06′ 24″ N, 2° 05′ 28″ E / 42.106641°N,2.090976°E                                                                   | bé integrant del patrimoni cultural català           |                          | Modifica les dades a Wikidata |
|        | les Raderies                 | masia            | Lluçà                    |                      |                      | 42° 03′ 59″ N, 2° 03′ 37″ E / 42.0664377685618°N,2.06022841113647°E                                                    |                                                      |                          | Modifica les dades a Wikidata |
|        | Marcusses                    | masia            | Lluçà                    |                      |                      | 42° 01′ 37″ N, 2° 02′ 49″ E / 42.026866277261°N,2.0469981252109°E                                                      |                                                      |                          | Modifica les dades a Wikidata |
|        | Mas Gitano                   | masia            | Lluçà                    |                      |                      | 42° 03′ 45″ N, 2° 03′ 18″ E / 42.0623776174748°N,2.05495820310327°E                                                    |                                                      |                          | Modifica les dades a Wikidata |
|        | Mas Perotet                  | masia            | Lluçà                    |                      |                      | 42° 06′ 28″ N, 2° 05′ 25″ E / 42.107715°N,2.090174°E                                                                   | bé integrant del patrimoni cultural català           |                          | Modifica les dades a Wikidata |
|        | Maçaneres                    | masia            | Lluçà                    |                      |                      | 42° 02′ 01″ N, 2° 01′ 40″ E / 42.0335012652143°N,2.02780546737864°E                                                    |                                                      |                          | Modifica les dades a Wikidata |
|        | Miralles                     | masia            | Lluçà                    |                      |                      | 42° 02′ 11″ N, 2° 02′ 15″ E / 42.0364740368757°N,2.03749780156704°E                                                    |                                                      |                          | Modifica les dades a Wikidata |
|        | Muntanyola                   | masia            | Lluçà                    |                      |                      | 42° 05′ 15″ N, 2° 02′ 48″ E / 42.0875183992166°N,2.04671379329357°E                                                    |                                                      |                          | Modifica les dades a Wikidata |
|        | Pallarès                     | masia            | Lluçà                    |                      |                      | 42° 06′ 42″ N, 2° 04′ 29″ E / 42.111753107564°N,2.0747569643035°E                                                      |                                                      |                          | Modifica les dades a Wikidata |
|        | Planconill                   | masia            | Lluçà                    |                      |                      | 42° 03′ 07″ N, 2° 00′ 36″ E / 42.0520002976883°N,2.00986811015564°E                                                    |                                                      |                          | Modifica les dades a Wikidata |
|        | Puig-oriol                   | masia            | Lluçà                    |                      |                      | 42° 04′ 04″ N, 2° 03′ 57″ E / 42.067694°N,2.065895°E                                                                   | bé integrant del patrimoni cultural català           |                          | Modifica les dades a Wikidata |
|        | Puigsec                      | masia            | Lluçà                    |                      |                      | 42° 03′ 06″ N, 2° 02′ 37″ E / 42.0515563583166°N,2.04354187063762°E                                                    |                                                      |                          | Modifica les dades a Wikidata |
|        | Pujals                       | masia            | Lluçà                    |                      |                      | 42° 05′ 35″ N, 2° 06′ 15″ E / 42.093072336362°N,2.1040495617531°E                                                      |                                                      |                          | Modifica les dades a Wikidata |
|        | Roca d'en Bosc               | masia            | Lluçà                    |                      |                      | 42° 04′ 26″ N, 2° 02′ 25″ E / 42.073851°N,2.04031°E                                                                    | bé integrant del patrimoni cultural català           |                          | Modifica les dades a Wikidata |
|        | Roca Romaní                  | masia            | Lluçà                    |                      |                      | 42° 06′ 17″ N, 2° 05′ 39″ E / 42.1046447683715°N,2.0940487040828°E                                                     |                                                      |                          | Modifica les dades a Wikidata |
|        | Torre del Jordi              | masia            | Lluçà                    |                      |                      | 42° 04′ 04″ N, 2° 04′ 29″ E / 42.0678252796892°N,2.07470074118741°E                                                    |                                                      |                          | Modifica les dades a Wikidata |
|        | Valainer                     | masia            | Lluçà                    |                      |                      | 42° 05′ 09″ N, 2° 03′ 43″ E / 42.0858343608405°N,2.06203389055012°E                                                    |                                                      |                          | Modifica les dades a Wikidata |
|        | Bojons                       | masia            | Olost                    |                      |                      | 42° 00′ 09″ N, 2° 02′ 52″ E / 42.0024521660375°N,2.04777944501425°E                                                    |                                                      |                          | Modifica les dades a Wikidata |
|        | Ca la Pepeta                 | masia            | Olost                    |                      |                      | 42° 00′ 25″ N, 2° 03′ 47″ E / 42.0069368852125°N,2.06303683334551°E                                                    |                                                      |                          | Modifica les dades a Wikidata |
|        | Ca la Trini                  | masia            | Olost                    |                      |                      | 42° 00′ 26″ N, 2° 03′ 46″ E / 42.0072493156664°N,2.06269412261537°E                                                    |                                                      |                          | Modifica les dades a Wikidata |
|        | Cal Pagès                    | masia            | Olost                    |                      |                      | 42° 00′ 40″ N, 2° 03′ 57″ E / 42.0110749152258°N,2.06574165512457°E                                                    |                                                      |                          | Modifica les dades a Wikidata |
|        | Cal Terrers                  | masia            | Olost                    |                      |                      | 42° 00′ 39″ N, 2° 03′ 56″ E / 42.0108209932635°N,2.06552799229484°E                                                    |                                                      |                          | Modifica les dades a Wikidata |
|        | Cal Terriscó                 | masia            | Olost                    |                      |                      | 41° 58′ 53″ N, 2° 05′ 47″ E / 41.981275190118°N,2.09648775958041°E                                                     |                                                      |                          | Modifica les dades a Wikidata |
|        | Cal Tonet                    | masia            | Olost                    |                      |                      | 42° 00′ 40″ N, 2° 03′ 55″ E / 42.011125998765°N,2.06537860778946°E                                                     |                                                      |                          | Modifica les dades a Wikidata |
|        | Cal Vilella                  | masia            | Olost                    |                      |                      | 42° 00′ 23″ N, 2° 03′ 04″ E / 42.0063165709273°N,2.05111509958146°E                                                    |                                                      |                          | Modifica les dades a Wikidata |
|        | Campa                        | masia            | Olost                    |                      |                      | 41° 59′ 20″ N, 2° 07′ 28″ E / 41.9889773274712°N,2.12458017376491°E                                                    |                                                      |                          | Modifica les dades a Wikidata |
|        | Can Codinac                  | masia            | Olost                    |                      |                      | 41° 59′ 04″ N, 2° 04′ 12″ E / 41.9845036195776°N,2.0699328107951°E                                                     |                                                      |                          | Modifica les dades a Wikidata |
|        | Can Pela                     | masia            | Olost                    |                      |                      | 42° 00′ 28″ N, 2° 07′ 08″ E / 42.0077386388698°N,2.11878008284148°E 42° 00′ 27″ N, 2° 07′ 06″ E / 42.00756°N,2.11846°E | bé integrant del patrimoni cultural català           |                          | Modifica les dades a Wikidata |
|        | Casal les Escases            | masia            | Olost                    |                      |                      | 41° 59′ 04″ N, 2° 05′ 47″ E / 41.98432°N,2.09635°E                                                                     | bé integrant del patrimoni cultural català           |                          | Modifica les dades a Wikidata |
|        | Caseta del Coll de l'Arç     | masia            | Olost                    |                      |                      | 41° 59′ 09″ N, 2° 03′ 06″ E / 41.9857685578287°N,2.05171003105703°E                                                    |                                                      |                          | Modifica les dades a Wikidata |
|        | Comalrena                    | masia            | Olost                    | 632                  |                      | 41° 59′ 37″ N, 2° 07′ 06″ E / 41.993726°N,2.118373°E                                                                   | bé integrant del patrimoni cultural català           |                          | Modifica les dades a Wikidata |
|        | el Coll de l'Arç             | masia            | Olost                    |                      |                      | 41° 59′ 15″ N, 2° 03′ 06″ E / 41.9875873600833°N,2.05164682025758°E                                                    |                                                      |                          | Modifica les dades a Wikidata |
|        | el Lliscàs                   | masia            | Olost                    |                      |                      | 41° 58′ 44″ N, 2° 05′ 58″ E / 41.9789300524415°N,2.09949027646263°E                                                    |                                                      |                          | Modifica les dades a Wikidata |
|        | el Mas                       | masia            | Olost                    |                      |                      | 42° 00′ 37″ N, 2° 06′ 41″ E / 42.010269577956°N,2.1112507690458°E                                                      |                                                      |                          | Modifica les dades a Wikidata |
|        | el Pla de la Tria            | masia            | Olost                    |                      |                      | 41° 59′ 26″ N, 2° 02′ 50″ E / 41.9905584919368°N,2.04717201243362°E                                                    |                                                      |                          | Modifica les dades a Wikidata |
|        | el Puig                      | masia            | Olost                    |                      |                      | 42° 00′ 38″ N, 2° 04′ 40″ E / 42.010475°N,2.077903°E                                                                   | bé integrant del patrimoni cultural català           |                          | Modifica les dades a Wikidata |
|        | el Reixac                    | masia            | Olost                    |                      |                      | 42° 00′ 02″ N, 2° 04′ 38″ E / 42.000589°N,2.07714°E                                                                    | bé integrant del patrimoni cultural català           | Mas Reixach (Olost)      | Modifica les dades a Wikidata |
|        | el Sanatori                  | masia            | Olost                    |                      |                      | 42° 00′ 23″ N, 2° 05′ 14″ E / 42.006402024856°N,2.087196218604°E                                                       |                                                      | El Sanatori (Olost)      | Modifica les dades a Wikidata |
|        | el Teixell                   | masia            | Olost                    |                      |                      | 42° 00′ 50″ N, 2° 06′ 37″ E / 42.0140056579625°N,2.11040859891005°E                                                    |                                                      |                          | Modifica les dades a Wikidata |
|        | els Plans de Cabanes         | masia            | Olost                    |                      |                      | 41° 58′ 59″ N, 2° 04′ 56″ E / 41.9829641858208°N,2.08232833770585°E                                                    |                                                      |                          | Modifica les dades a Wikidata |
|        | Garduixeres                  | masia            | Olost                    |                      |                      | 42° 01′ 07″ N, 2° 05′ 29″ E / 42.0185670321918°N,2.09138243930586°E                                                    |                                                      |                          | Modifica les dades a Wikidata |
|        | Gavarresa                    | masia            | Olost                    |                      |                      | 41° 59′ 10″ N, 2° 04′ 38″ E / 41.9860761602005°N,2.07729793923342°E                                                    |                                                      |                          | Modifica les dades a Wikidata |
|        | Joglars                      | masia            | Olost                    |                      |                      | 42° 00′ 34″ N, 2° 03′ 16″ E / 42.0093690991025°N,2.05430618620018°E                                                    |                                                      |                          | Modifica les dades a Wikidata |
|        | la Casa Gran                 | masia            | Olost                    |                      |                      | 42° 00′ 17″ N, 2° 03′ 35″ E / 42.0048372935026°N,2.05960198346079°E                                                    |                                                      |                          | Modifica les dades a Wikidata |
|        | la Casa Nova de Reixac       | masia            | Olost                    |                      |                      | 41° 59′ 50″ N, 2° 03′ 39″ E / 41.997258173982°N,2.0607213482372°E                                                      |                                                      |                          | Modifica les dades a Wikidata |
|        | la Casa Nova del Coll de Ram | masia            | Olost                    |                      |                      | 41° 59′ 33″ N, 2° 05′ 23″ E / 41.9924802609134°N,2.08976150882132°E                                                    |                                                      |                          | Modifica les dades a Wikidata |
|        | la Costa Xica                | masia            | Olost                    |                      |                      | 41° 59′ 47″ N, 2° 02′ 58″ E / 41.9964769673038°N,2.04948642981292°E                                                    |                                                      |                          | Modifica les dades a Wikidata |
|        | la Noguera                   | masia            | Olost                    |                      |                      | 42° 00′ 03″ N, 2° 06′ 00″ E / 42.000734°N,2.099995°E                                                                   | bé integrant del patrimoni cultural català           |                          | Modifica les dades a Wikidata |
|        | la Patina                    | masia            | Olost                    |                      |                      | 42° 01′ 07″ N, 2° 07′ 58″ E / 42.018684°N,2.132715°E                                                                   | bé integrant del patrimoni cultural català           |                          | Modifica les dades a Wikidata |
|        | la Riera                     | masia            | Olost                    |                      |                      | 41° 58′ 44″ N, 2° 06′ 52″ E / 41.9790185293303°N,2.1143358718286°E                                                     |                                                      |                          | Modifica les dades a Wikidata |
|        | la Rovira                    | masia            | Olost                    |                      |                      | 41° 59′ 13″ N, 2° 07′ 00″ E / 41.986823°N,2.116718°E                                                                   | bé integrant del patrimoni cultural català           |                          | Modifica les dades a Wikidata |
|        | la Sala                      | masia            | Olost                    |                      |                      | 41° 59′ 35″ N, 2° 03′ 17″ E / 41.9929885077356°N,2.05458494594599°E                                                    |                                                      |                          | Modifica les dades a Wikidata |
|        | la Torre                     | masia            | Olost                    |                      |                      | 42° 01′ 01″ N, 2° 07′ 26″ E / 42.016942°N,2.123898°E                                                                   | bé integrant del patrimoni cultural català           |                          | Modifica les dades a Wikidata |
|        | la Torre d'en Masó           | masia            | Olost                    |                      |                      | 42° 00′ 28″ N, 2° 03′ 52″ E / 42.0078674566549°N,2.06449645421663°E                                                    |                                                      |                          | Modifica les dades a Wikidata |
|        | la Tria                      | masia            | Olost                    |                      |                      | 41° 59′ 20″ N, 2° 02′ 18″ E / 41.9888193096623°N,2.03842129262244°E                                                    |                                                      |                          | Modifica les dades a Wikidata |
|        | les Planes                   | masia            | Olost                    |                      |                      | 42° 00′ 37″ N, 2° 03′ 59″ E / 42.0103594899578°N,2.06636802698619°E                                                    |                                                      |                          | Modifica les dades a Wikidata |
|        | Marroca                      | masia            | Olost                    |                      |                      | 41° 59′ 35″ N, 2° 06′ 15″ E / 41.993102846131°N,2.1042457589558°E                                                      |                                                      |                          | Modifica les dades a Wikidata |
|        | Mas de la Vila               | masia            | Olost                    |                      |                      | 42° 00′ 40″ N, 2° 06′ 18″ E / 42.010996°N,2.104995°E                                                                   | bé integrant del patrimoni cultural català           |                          | Modifica les dades a Wikidata |
|        | Pecanins                     | masia            | Olost                    |                      |                      | 42° 00′ 20″ N, 2° 05′ 24″ E / 42.005657936731°N,2.08989972186965°E                                                     |                                                      |                          | Modifica les dades a Wikidata |
|        | Reixagó                      | masia            | Olost                    |                      |                      | 41° 59′ 50″ N, 2° 04′ 29″ E / 41.9972777829229°N,2.07474547356765°E                                                    |                                                      |                          | Modifica les dades a Wikidata |
|        | Sallent                      | masia            | Olost                    |                      |                      | 42° 00′ 03″ N, 2° 07′ 05″ E / 42.000938°N,2.118153°E                                                                   | bé integrant del patrimoni cultural català           |                          | Modifica les dades a Wikidata |
|        | Serrabadal                   | masia            | Olost                    |                      |                      | 41° 59′ 45″ N, 2° 06′ 51″ E / 41.995832560386°N,2.11417521471851°E                                                     |                                                      |                          | Modifica les dades a Wikidata |
|        | Trassera                     | masia            | Olost                    |                      |                      | 42° 00′ 45″ N, 2° 08′ 00″ E / 42.012626°N,2.133208°E                                                                   | bé integrant del patrimoni cultural català           |                          | Modifica les dades a Wikidata |
|        | Alta-riba                    | masia            | Oristà                   |                      |                      | 41° 57′ 53″ N, 2° 03′ 49″ E / 41.964858446502°N,2.0636109940991°E                                                      |                                                      |                          | Modifica les dades a Wikidata |
|        | Bartrons                     | masia            | Oristà                   |                      |                      | 41° 58′ 28″ N, 2° 06′ 56″ E / 41.9743981044622°N,2.11549823749821°E                                                    |                                                      |                          | Modifica les dades a Wikidata |
|        | Bobons                       | masia            | Oristà                   |                      |                      | 41° 56′ 29″ N, 2° 06′ 45″ E / 41.9413391041253°N,2.11255338625849°E                                                    |                                                      |                          | Modifica les dades a Wikidata |
|        | Bojons                       | masia            | Oristà                   |                      |                      | 41° 54′ 26″ N, 2° 05′ 14″ E / 41.9070943935104°N,2.08710520873481°E                                                    |                                                      |                          | Modifica les dades a Wikidata |
|        | Ca l'Anguera                 | masia            | Oristà                   |                      |                      | 41° 56′ 32″ N, 2° 01′ 02″ E / 41.9422466003894°N,2.01718972696506°E                                                    |                                                      |                          | Modifica les dades a Wikidata |
|        | Ca la Marçala                | masia            | Oristà                   |                      |                      | 41° 56′ 36″ N, 2° 01′ 48″ E / 41.9433544377475°N,2.02990006518111°E                                                    |                                                      |                          | Modifica les dades a Wikidata |
|        | Ca la Venta                  | masia            | Oristà                   |                      |                      | 41° 55′ 21″ N, 2° 03′ 40″ E / 41.922545°N,2.061238°E                                                                   | bé integrant del patrimoni cultural català           |                          | Modifica les dades a Wikidata |
|        | Ca n'Oliveres                | masia            | Oristà                   |                      |                      | 41° 55′ 13″ N, 2° 05′ 55″ E / 41.920292°N,2.098736°E                                                                   | bé integrant del patrimoni cultural català           |                          | Modifica les dades a Wikidata |
|        | Cabanes                      | masia            | Oristà                   |                      |                      | 41° 58′ 30″ N, 2° 04′ 15″ E / 41.974969°N,2.070872°E                                                                   | bé integrant del patrimoni cultural català           |                          | Modifica les dades a Wikidata |
|        | Cal Barxó                    | masia            | Oristà                   |                      |                      | 41° 59′ 04″ N, 2° 02′ 30″ E / 41.984491019799°N,2.0415946410671°E                                                      |                                                      |                          | Modifica les dades a Wikidata |
|        | Cal Congre                   | masia            | Oristà                   |                      |                      | 41° 56′ 28″ N, 2° 01′ 31″ E / 41.9410278206135°N,2.0253029868637°E                                                     |                                                      |                          | Modifica les dades a Wikidata |
|        | Cal Fartet                   | masia            | Oristà                   |                      |                      | 41° 56′ 55″ N, 2° 01′ 52″ E / 41.9487410883172°N,2.03104900922068°E                                                    |                                                      |                          | Modifica les dades a Wikidata |
|        | Cal Fermí                    | masia            | Oristà                   |                      |                      | 41° 56′ 27″ N, 2° 01′ 30″ E / 41.9407553014065°N,2.02502968031428°E                                                    |                                                      |                          | Modifica les dades a Wikidata |
|        | Cal Martí                    | masia            | Oristà                   |                      |                      | 41° 56′ 24″ N, 2° 01′ 26″ E / 41.939957°N,2.02378°E                                                                    | bé integrant del patrimoni cultural català           |                          | Modifica les dades a Wikidata |
|        | Cal Mas                      | masia            | Oristà                   |                      |                      | 41° 55′ 47″ N, 2° 03′ 26″ E / 41.9298376015547°N,2.0571825285019°E                                                     |                                                      |                          | Modifica les dades a Wikidata |
|        | Cal Moliner                  | masia            | Oristà                   |                      |                      | 41° 54′ 02″ N, 2° 03′ 04″ E / 41.900694°N,2.051202°E                                                                   | bé integrant del patrimoni cultural català           |                          | Modifica les dades a Wikidata |
|        | Cal Solà                     | masia            | Oristà                   |                      |                      | 41° 56′ 04″ N, 2° 03′ 37″ E / 41.934425°N,2.060147°E                                                                   | bé integrant del patrimoni cultural català           |                          | Modifica les dades a Wikidata |
|        | Cal Xicó                     | masia            | Oristà                   |                      |                      | 41° 56′ 26″ N, 2° 01′ 34″ E / 41.940683568197°N,2.02612853694781°E                                                     |                                                      |                          | Modifica les dades a Wikidata |
|        | Camp de Devesa               | masia            | Oristà                   |                      |                      | 41° 56′ 39″ N, 2° 03′ 58″ E / 41.9441315074146°N,2.0660440846977°E                                                     |                                                      |                          | Modifica les dades a Wikidata |
|        | Campa                        | masia            | Oristà                   |                      |                      | 41° 59′ 21″ N, 2° 07′ 29″ E / 41.989121°N,2.124851°E                                                                   | bé integrant del patrimoni cultural català           |                          | Modifica les dades a Wikidata |
|        | Can Bosals                   | masia            | Oristà                   |                      |                      | 41° 55′ 12″ N, 2° 04′ 08″ E / 41.92013°N,2.068834°E                                                                    | bé integrant del patrimoni cultural català           |                          | Modifica les dades a Wikidata |
|        | Can Magre                    | masia            | Oristà                   |                      |                      | 41° 58′ 00″ N, 2° 06′ 51″ E / 41.966729°N,2.114269°E                                                                   | bé integrant del patrimoni cultural català           |                          | Modifica les dades a Wikidata |
|        | Can Sant Nazari              | masia            | Oristà                   |                      |                      | 41° 58′ 40″ N, 2° 01′ 33″ E / 41.977847°N,2.025833°E                                                                   | bé integrant del patrimoni cultural català           |                          | Modifica les dades a Wikidata |
|        | Can Saubet                   | masia            | Oristà                   |                      |                      | 41° 57′ 23″ N, 2° 07′ 06″ E / 41.95635°N,2.118467°E                                                                    | bé integrant del patrimoni cultural català           |                          | Modifica les dades a Wikidata |
|        | Caraüll                      | masia            | Oristà                   |                      |                      | 41° 54′ 56″ N, 2° 05′ 06″ E / 41.915589771723°N,2.08510299807906°E                                                     |                                                      |                          | Modifica les dades a Wikidata |
|        | Casa Nova de Solà            | masia            | Oristà                   | 595                  |                      | 41° 54′ 59″ N, 2° 03′ 47″ E / 41.91629°N,2.06297°E                                                                     | bé integrant del patrimoni cultural català           |                          | Modifica les dades a Wikidata |
|        | Casal de Vilaregut           | masia casa forta | Oristà                   |                      |                      | 41° 57′ 36″ N, 2° 05′ 53″ E / 41.959985°N,2.098194°E                                                                   | bé d'interès cultural bé cultural d'interès nacional |                          | Modifica les dades a Wikidata |
|        | Casanova de la Coromina      | masia            | Oristà                   |                      |                      | 41° 57′ 40″ N, 2° 04′ 57″ E / 41.9610262690132°N,2.08259492972099°E                                                    |                                                      |                          | Modifica les dades a Wikidata |
|        | Casanova del Bach            | masia            | Oristà                   |                      |                      | 41° 56′ 44″ N, 2° 04′ 27″ E / 41.945508°N,2.074147°E                                                                   | bé integrant del patrimoni cultural català           |                          | Modifica les dades a Wikidata |
|        | Casanova del Plabassí        | masia            | Oristà                   | 585                  |                      | 41° 58′ 05″ N, 2° 03′ 06″ E / 41.968148°N,2.051722°E                                                                   | bé integrant del patrimoni cultural català           |                          | Modifica les dades a Wikidata |
|        | Comesòlives                  | masia            | Oristà                   |                      |                      | 41° 56′ 17″ N, 2° 00′ 45″ E / 41.938177°N,2.012492°E                                                                   | bé integrant del patrimoni cultural català           |                          | Modifica les dades a Wikidata |
|        | Coromines                    | masia            | Oristà                   |                      |                      | 41° 55′ 15″ N, 2° 04′ 26″ E / 41.9207333074216°N,2.07395881088481°E                                                    |                                                      |                          | Modifica les dades a Wikidata |
|        | Crespí                       | masia            | Oristà                   |                      |                      | 41° 54′ 53″ N, 2° 02′ 32″ E / 41.914777°N,2.042131°E                                                                   | bé integrant del patrimoni cultural català           |                          | Modifica les dades a Wikidata |
|        | el Bach                      | masia            | Oristà                   |                      |                      | 41° 56′ 20″ N, 2° 04′ 30″ E / 41.938859°N,2.074967°E                                                                   | bé integrant del patrimoni cultural català           |                          | Modifica les dades a Wikidata |
|        | el Blanquer                  | masia            | Oristà                   |                      |                      | 41° 58′ 22″ N, 2° 01′ 23″ E / 41.97272003123°N,2.02294915843459°E                                                      |                                                      |                          | Modifica les dades a Wikidata |
|        | el Clot del Forn             | masia            | Oristà                   |                      |                      | | bé integrant del patrimoni cultural català           |                          | Modifica les dades a Wikidata |
|        | el Masnou                    | masia            | Oristà                   |                      |                      | 41° 58′ 33″ N, 2° 01′ 06″ E / 41.9759131193518°N,2.01822926645302°E                                                    |                                                      |                          | Modifica les dades a Wikidata |
|        | el Pla d'Oristà              | masia            | Oristà                   |                      |                      | 41° 56′ 17″ N, 2° 03′ 08″ E / 41.937954°N,2.052278°E                                                                   | bé integrant del patrimoni cultural català           |                          | Modifica les dades a Wikidata |
|        | el Prat                      | masia            | Oristà                   |                      |                      | 41° 57′ 48″ N, 2° 06′ 43″ E / 41.96345°N,2.111852°E                                                                    | bé integrant del patrimoni cultural català           |                          | Modifica les dades a Wikidata |
|        | el Puig de Sant Genís        | masia            | Oristà                   | 593                  |                      | 41° 55′ 20″ N, 2° 06′ 04″ E / 41.922269°N,2.101183°E                                                                   |                                                      |                          | Modifica les dades a Wikidata |
|        | el Puig de Sant Salvador     | masia            | Oristà                   |                      |                      | 41° 57′ 22″ N, 2° 07′ 28″ E / 41.956242°N,2.124417°E                                                                   | bé integrant del patrimoni cultural català           |                          | Modifica les dades a Wikidata |
|        | el Pèlags                    | masia            | Oristà                   |                      |                      | 41° 56′ 54″ N, 2° 02′ 07″ E / 41.9482823582452°N,2.03539927529874°E                                                    |                                                      |                          | Modifica les dades a Wikidata |
|        | el Soler                     | masia            | Oristà                   |                      |                      | 41° 58′ 08″ N, 2° 06′ 23″ E / 41.968973°N,2.106333°E                                                                   | bé integrant del patrimoni cultural català           |                          | Modifica les dades a Wikidata |
|        | el Solerot                   | masia            | Oristà                   |                      |                      | 41° 56′ 34″ N, 2° 07′ 41″ E / 41.942685°N,2.128071°E                                                                   | bé integrant del patrimoni cultural català           |                          | Modifica les dades a Wikidata |
|        | el Teulet                    | masia            | Oristà                   |                      |                      | 41° 54′ 08″ N, 2° 03′ 11″ E / 41.9022530425496°N,2.05315181470809°E                                                    |                                                      |                          | Modifica les dades a Wikidata |
|        | el Tin                       | masia            | Oristà                   |                      |                      | 41° 55′ 50″ N, 2° 03′ 22″ E / 41.9305483345745°N,2.05599004067516°E                                                    |                                                      |                          | Modifica les dades a Wikidata |
|        | el Verdaguer                 | masia            | Oristà                   |                      |                      | 41° 56′ 06″ N, 2° 05′ 09″ E / 41.934947°N,2.085735°E                                                                   | bé integrant del patrimoni cultural català           |                          | Modifica les dades a Wikidata |
|        | els Tossals                  | masia            | Oristà                   |                      |                      | 41° 57′ 50″ N, 2° 07′ 37″ E / 41.9638311538698°N,2.12697602190335°E                                                    |                                                      |                          | Modifica les dades a Wikidata |
|        | Gurrians                     | masia            | Oristà                   |                      |                      | 41° 57′ 02″ N, 2° 01′ 38″ E / 41.9505002202015°N,2.02712530971907°E                                                    |                                                      |                          | Modifica les dades a Wikidata |
|        | la Casa Nova de Vallgatina   | masia            | Oristà                   |                      |                      | 41° 58′ 19″ N, 1° 59′ 37″ E / 41.9720246954393°N,1.99354703434133°E                                                    |                                                      |                          | Modifica les dades a Wikidata |
|        | la Cirera                    | masia            | Oristà                   |                      |                      | 41° 58′ 26″ N, 2° 02′ 40″ E / 41.9739186665042°N,2.04443888826007°E                                                    |                                                      |                          | Modifica les dades a Wikidata |
|        | la Coromina                  | masia            | Oristà                   |                      |                      | 41° 57′ 35″ N, 2° 04′ 04″ E / 41.959588°N,2.067778°E                                                                   | bé integrant del patrimoni cultural català           |                          | Modifica les dades a Wikidata |
|        | la Devesa                    | masia            | Oristà                   |                      |                      | 41° 58′ 47″ N, 2° 01′ 50″ E / 41.9798449357342°N,2.03046894125649°E                                                    |                                                      |                          | Modifica les dades a Wikidata |
|        | la Farigola                  | masia            | Oristà                   |                      |                      | 41° 57′ 14″ N, 2° 02′ 00″ E / 41.9539020195916°N,2.0332030175009°E                                                     |                                                      |                          | Modifica les dades a Wikidata |
|        | la Frau                      | masia            | Oristà                   |                      |                      | 41° 56′ 54″ N, 2° 07′ 18″ E / 41.948205654758°N,2.1217651616052°E                                                      |                                                      |                          | Modifica les dades a Wikidata |
|        | la Gallinera                 | masia            | Oristà                   |                      |                      | 41° 55′ 28″ N, 2° 02′ 10″ E / 41.924337°N,2.036235°E                                                                   | bé integrant del patrimoni cultural català           |                          | Modifica les dades a Wikidata |
|        | la Garriga                   | masia            | Oristà                   |                      |                      | | bé integrant del patrimoni cultural català           |                          | Modifica les dades a Wikidata |
|        | la Mallorca                  | masia            | Oristà                   |                      |                      | 41° 55′ 00″ N, 2° 03′ 05″ E / 41.9166217117265°N,2.05133561824213°E                                                    |                                                      |                          | Modifica les dades a Wikidata |
|        | la Miranda                   | masia            | Oristà                   |                      |                      | 41° 58′ 22″ N, 2° 06′ 48″ E / 41.9727502089284°N,2.11320370952027°E                                                    |                                                      |                          | Modifica les dades a Wikidata |
|        | la Pedregosa                 | masia            | Oristà Prats de Lluçanès |                      |                      | 41° 58′ 55″ N, 2° 01′ 36″ E / 41.98204°N,2.02672°E                                                                     | bé integrant del patrimoni cultural català           |                          | Modifica les dades a Wikidata |
|        | la Quintana                  | masia            | Oristà                   |                      |                      | 41° 55′ 40″ N, 2° 03′ 05″ E / 41.927795°N,2.051343°E                                                                   | bé integrant del patrimoni cultural català           |                          | Modifica les dades a Wikidata |
|        | la Riba                      | masia            | Oristà                   |                      |                      | 41° 56′ 29″ N, 2° 02′ 14″ E / 41.9413449117788°N,2.03726511519588°E                                                    |                                                      |                          | Modifica les dades a Wikidata |
|        | la Riera                     | masia            | Oristà                   |                      |                      | | bé integrant del patrimoni cultural català           |                          | Modifica les dades a Wikidata |
|        | la Rierola                   | masia            | Oristà                   | 452.3                |                      | 41° 55′ 28″ N, 2° 02′ 45″ E / 41.92449444°N,2.04583056°E                                                               |                                                      |                          | Modifica les dades a Wikidata |
|        | la Sella                     | masia            | Oristà                   |                      |                      | 41° 56′ 47″ N, 2° 02′ 59″ E / 41.946407°N,2.049608°E                                                                   | bé integrant del patrimoni cultural català           |                          | Modifica les dades a Wikidata |
|        | les Comes                    | masia            | Oristà                   | 645                  |                      | 41° 58′ 55″ N, 2° 07′ 31″ E / 41.981868°N,2.1253°E                                                                     | bé integrant del patrimoni cultural català           |                          | Modifica les dades a Wikidata |
|        | les Deveses                  | masia            | Oristà                   |                      |                      | 41° 56′ 08″ N, 2° 06′ 01″ E / 41.9354422857194°N,2.10015058091457°E                                                    |                                                      |                          | Modifica les dades a Wikidata |
|        | Llobertera                   | masia            | Oristà                   |                      |                      | 41° 56′ 15″ N, 2° 01′ 47″ E / 41.937478°N,2.029837°E                                                                   | bé integrant del patrimoni cultural català           |                          | Modifica les dades a Wikidata |
|        | Mas Bassí                    | masia            | Oristà                   |                      |                      | 41° 57′ 29″ N, 2° 01′ 55″ E / 41.957971627127°N,2.03197104357299°E                                                     |                                                      |                          | Modifica les dades a Wikidata |
|        | Mas de Sant Salvador         | masia            | Oristà                   |                      |                      | 41° 57′ 11″ N, 2° 07′ 50″ E / 41.952983°N,2.130446°E                                                                   | bé integrant del patrimoni cultural català           |                          | Modifica les dades a Wikidata |
|        | Mas Miquelet                 | masia            | Oristà                   | 443                  |                      | 41° 55′ 03″ N, 2° 02′ 46″ E / 41.917611°N,2.046092°E                                                                   | bé integrant del patrimoni cultural català           |                          | Modifica les dades a Wikidata |
|        | Masoveria de Campa           | masia            | Oristà                   | 669                  |                      | 41° 59′ 21″ N, 2° 07′ 29″ E / 41.989121°N,2.124851°E                                                                   | bé integrant del patrimoni cultural català           |                          | Modifica les dades a Wikidata |
|        | Obertes                      | masia            | Oristà                   |                      |                      | 41° 54′ 40″ N, 2° 03′ 00″ E / 41.9111173524553°N,2.05009077520477°E                                                    |                                                      |                          | Modifica les dades a Wikidata |
|        | Olorins                      | masia            | Oristà                   |                      |                      | 41° 57′ 57″ N, 2° 04′ 45″ E / 41.965885873317°N,2.079284342022°E                                                       |                                                      |                          | Modifica les dades a Wikidata |
|        | Peonelles                    | masia            | Oristà                   |                      |                      | 41° 58′ 06″ N, 2° 02′ 00″ E / 41.968210564122°N,2.0333908357833°E                                                      |                                                      |                          | Modifica les dades a Wikidata |
|        | Pla de Moixons               | masia            | Oristà                   |                      |                      | 41° 56′ 25″ N, 2° 01′ 26″ E / 41.94031°N,2.023907°E                                                                    | bé integrant del patrimoni cultural català           |                          | Modifica les dades a Wikidata |
|        | Planoguera                   | masia            | Oristà                   |                      |                      | 41° 56′ 38″ N, 2° 03′ 35″ E / 41.9437568015229°N,2.05986075629522°E                                                    |                                                      |                          | Modifica les dades a Wikidata |
|        | Puigsaulens                  | masia            | Oristà                   |                      |                      | 41° 57′ 29″ N, 2° 02′ 49″ E / 41.957985°N,2.046998°E                                                                   | bé integrant del patrimoni cultural català           |                          | Modifica les dades a Wikidata |
|        | Rocaguinarda                 | masia            | Oristà                   | 475                  |                      | 41° 55′ 07″ N, 2° 02′ 38″ E / 41.918619°N,2.043894°E                                                                   | bé integrant del patrimoni cultural català           |                          | Modifica les dades a Wikidata |
|        | Sagalés                      | masia            | Oristà                   |                      |                      | 41° 54′ 15″ N, 2° 04′ 00″ E / 41.904152°N,2.066595°E                                                                   | bé integrant del patrimoni cultural català           |                          | Modifica les dades a Wikidata |
|        | Salelles                     | masia            | Oristà                   |                      |                      | 41° 57′ 46″ N, 2° 02′ 31″ E / 41.96278°N,2.041943°E                                                                    | bé integrant del patrimoni cultural català           |                          | Modifica les dades a Wikidata |
|        | Santa Eularieta              | masia            | Oristà                   |                      |                      | 41° 57′ 51″ N, 2° 05′ 39″ E / 41.9642694462815°N,2.09403695877286°E                                                    |                                                      |                          | Modifica les dades a Wikidata |
|        | Serra Jordia                 | masia            | Oristà                   |                      |                      | 41° 55′ 59″ N, 2° 01′ 50″ E / 41.933017°N,2.030532°E                                                                   | bé integrant del patrimoni cultural català           |                          | Modifica les dades a Wikidata |
|        | Solanes                      | masia            | Oristà                   |                      |                      | 41° 57′ 05″ N, 2° 05′ 04″ E / 41.951392°N,2.084511°E                                                                   | bé integrant del patrimoni cultural català           |                          | Modifica les dades a Wikidata |
|        | Solà-segalers                | masia            | Oristà                   | 547                  | ruïnós               | 41° 54′ 31″ N, 2° 03′ 46″ E / 41.908492488171°N,2.06276572838615°E                                                     |                                                      |                          | Modifica les dades a Wikidata |
|        | Terricabres                  | masia            | Oristà                   |                      |                      | 41° 56′ 53″ N, 2° 06′ 44″ E / 41.948178°N,2.112245°E                                                                   | bé integrant del patrimoni cultural català           |                          | Modifica les dades a Wikidata |
|        | Toneu                        | masia            | Oristà                   |                      |                      | 41° 57′ 47″ N, 2° 06′ 51″ E / 41.96318°N,2.114245°E                                                                    | bé integrant del patrimoni cultural català           |                          | Modifica les dades a Wikidata |
|        | Tornamira                    | masia            | Oristà                   |                      |                      | 41° 57′ 03″ N, 2° 03′ 31″ E / 41.9507723210223°N,2.05868386028161°E                                                    |                                                      |                          | Modifica les dades a Wikidata |
|        | Valldou                      | masia            | Oristà                   |                      |                      | 41° 59′ 16″ N, 2° 03′ 35″ E / 41.9877517638775°N,2.059587910484°E                                                      |                                                      |                          | Modifica les dades a Wikidata |
|        | Vallgatina                   | masia            | Oristà                   |                      |                      | 41° 58′ 08″ N, 1° 59′ 59″ E / 41.968821619981°N,1.999589715907°E                                                       |                                                      |                          | Modifica les dades a Wikidata |
|        | Vila-roger                   | masia            | Oristà                   |                      |                      | 41° 56′ 54″ N, 2° 05′ 35″ E / 41.948325°N,2.093012°E                                                                   | bé integrant del patrimoni cultural català           |                          | Modifica les dades a Wikidata |
|        | Vila-rubí                    | masia            | Oristà                   |                      |                      | 41° 58′ 22″ N, 2° 02′ 04″ E / 41.972723391883°N,2.0345295267816°E                                                      |                                                      |                          | Modifica les dades a Wikidata |
|        | Vilacendra                   | masia            | Oristà                   |                      |                      | 41° 55′ 19″ N, 2° 04′ 52″ E / 41.922076°N,2.081192°E                                                                   | bé integrant del patrimoni cultural català           |                          | Modifica les dades a Wikidata |
|        | Vilargunte                   | masia            | Oristà                   |                      |                      | 41° 59′ 01″ N, 2° 03′ 37″ E / 41.983673°N,2.060244°E                                                                   | bé integrant del patrimoni cultural català           |                          | Modifica les dades a Wikidata |
|        | Voladeres                    | masia            | Oristà                   |                      |                      | 41° 55′ 28″ N, 2° 05′ 17″ E / 41.924337°N,2.087985°E                                                                   | bé integrant del patrimoni cultural català           |                          | Modifica les dades a Wikidata |
|        | Bassès                       | masia            | Perafita                 |                      |                      | 42° 02′ 12″ N, 2° 05′ 17″ E / 42.036629°N,2.087951°E                                                                   | bé integrant del patrimoni cultural català           |                          | Modifica les dades a Wikidata |
|        | Cal Fortet                   | masia            | Perafita                 |                      |                      | 42° 03′ 44″ N, 2° 07′ 40″ E / 42.0620982306711°N,2.12773410659798°E                                                    |                                                      |                          | Modifica les dades a Wikidata |
|        | Cal Fusta                    | masia            | Perafita                 |                      |                      | 42° 03′ 11″ N, 2° 06′ 59″ E / 42.052928°N,2.116383°E                                                                   | bé integrant del patrimoni cultural català           |                          | Modifica les dades a Wikidata |
|        | Cal Rossinyol                | masia            | Perafita                 |                      |                      | 42° 02′ 18″ N, 2° 06′ 14″ E / 42.0383544773617°N,2.10400398304489°E                                                    |                                                      |                          | Modifica les dades a Wikidata |
|        | Cal Samponç                  | masia            | Perafita                 | 823                  |                      | 42° 02′ 53″ N, 2° 07′ 25″ E / 42.048183°N,2.123674°E                                                                   | bé integrant del patrimoni cultural català           | Cal Santponç             | Modifica les dades a Wikidata |
|        | Cal Soci                     | masia            | Perafita                 |                      |                      | 42° 03′ 19″ N, 2° 06′ 55″ E / 42.055413°N,2.1152°E                                                                     | bé integrant del patrimoni cultural català           |                          | Modifica les dades a Wikidata |
|        | Cal Terri                    | masia            | Perafita                 |                      |                      | 42° 02′ 54″ N, 2° 07′ 18″ E / 42.048231°N,2.12174°E                                                                    | bé integrant del patrimoni cultural català           |                          | Modifica les dades a Wikidata |
|        | Can Carbó                    | masia            | Perafita                 | 746                  |                      | 42° 02′ 31″ N, 2° 06′ 21″ E / 42.041976°N,2.105842°E                                                                   | bé integrant del patrimoni cultural català           | Can Carbó (Perafita)     | Modifica les dades a Wikidata |
|        | Can Novelliques              | masia            | Perafita                 |                      |                      | 42° 04′ 22″ N, 2° 05′ 41″ E / 42.072698°N,2.094615°E                                                                   | bé integrant del patrimoni cultural català           |                          | Modifica les dades a Wikidata |
|        | Can Torres                   | masia            | Perafita                 |                      |                      | 42° 02′ 40″ N, 2° 06′ 32″ E / 42.0444708196653°N,2.10875123928007°E                                                    |                                                      |                          | Modifica les dades a Wikidata |
|        | Can Xixell                   | masia            | Perafita                 |                      |                      | 42° 03′ 47″ N, 2° 07′ 34″ E / 42.0629327056159°N,2.12613935336932°E                                                    |                                                      |                          | Modifica les dades a Wikidata |
|        | Casa de les Monges           | masia            | Perafita                 | 752                  |                      | 42° 02′ 32″ N, 2° 06′ 21″ E / 42.042138°N,2.105924°E                                                                   | bé integrant del patrimoni cultural català           | Ca les Monges (Perafita) | Modifica les dades a Wikidata |
|        | Casa Nova del Castell        | masia            | Perafita                 |                      |                      | 42° 02′ 55″ N, 2° 06′ 35″ E / 42.0485664456472°N,2.10961235464926°E                                                    |                                                      |                          | Modifica les dades a Wikidata |
|        | Casanova del Pallars         | masia            | Perafita                 |                      |                      | 42° 03′ 16″ N, 2° 05′ 40″ E / 42.0545275359616°N,2.09449548582156°E                                                    |                                                      |                          | Modifica les dades a Wikidata |
|        | Cogullés de Perafita         | masia            | Perafita                 |                      |                      | 42° 04′ 03″ N, 2° 05′ 57″ E / 42.067429°N,2.099138°E                                                                   | bé integrant del patrimoni cultural català           |                          | Modifica les dades a Wikidata |
|        | Cruells                      | masia            | Perafita                 |                      |                      | 42° 01′ 19″ N, 2° 07′ 21″ E / 42.021939°N,2.122622°E                                                                   | bé integrant del patrimoni cultural català           |                          | Modifica les dades a Wikidata |
|        | el Castell                   | castell masia    | Perafita                 |                      |                      | 42° 02′ 53″ N, 2° 06′ 36″ E / 42.048013°N,2.109935°E                                                                   | bé d'interès cultural bé cultural d'interès nacional |                          | Modifica les dades a Wikidata |
|        | el Cel de Cruells            | masia            | Perafita                 |                      |                      | 42° 01′ 44″ N, 2° 07′ 32″ E / 42.029023°N,2.125544°E                                                                   | bé integrant del patrimoni cultural català           |                          | Modifica les dades a Wikidata |
|        | el Roure                     | masia            | Perafita                 |                      |                      | 42° 02′ 01″ N, 2° 06′ 57″ E / 42.0337350929255°N,2.11573907284797°E                                                    |                                                      |                          | Modifica les dades a Wikidata |
|        | Hostal Nou                   | masia            | Perafita                 |                      |                      | 42° 02′ 57″ N, 2° 06′ 47″ E / 42.049211°N,2.113184°E                                                                   | bé integrant del patrimoni cultural català           |                          | Modifica les dades a Wikidata |
|        | la Bauma                     | masia            | Perafita                 |                      |                      | 42° 04′ 08″ N, 2° 07′ 01″ E / 42.068784°N,2.117009°E                                                                   | bé integrant del patrimoni cultural català           |                          | Modifica les dades a Wikidata |
|        | la Casa Nova de la Roca      | masia            | Perafita                 |                      |                      | 42° 03′ 11″ N, 2° 05′ 36″ E / 42.0531122856223°N,2.09319836598055°E                                                    |                                                      |                          | Modifica les dades a Wikidata |
|        | la Franquesa                 | masia            | Perafita                 |                      |                      | 42° 02′ 43″ N, 2° 05′ 22″ E / 42.0451482499624°N,2.08949337109779°E                                                    |                                                      |                          | Modifica les dades a Wikidata |
|        | la Riera                     | masia            | Perafita                 |                      |                      | 42° 02′ 00″ N, 2° 06′ 20″ E / 42.033201°N,2.105566°E                                                                   | bé integrant del patrimoni cultural català           |                          | Modifica les dades a Wikidata |
|        | la Roca del Mill             | masia            | Perafita                 |                      |                      | 42° 02′ 18″ N, 2° 06′ 24″ E / 42.0382944274275°N,2.10669907177636°E                                                    |                                                      |                          | Modifica les dades a Wikidata |
|        | la Serra                     | masia            | Perafita                 |                      |                      | 42° 03′ 20″ N, 2° 07′ 56″ E / 42.055462°N,2.132263°E                                                                   | bé integrant del patrimoni cultural català           |                          | Modifica les dades a Wikidata |
|        | la Tria                      | masia            | Perafita                 |                      |                      | 42° 02′ 27″ N, 2° 07′ 09″ E / 42.0409314606845°N,2.11927607550829°E                                                    |                                                      |                          | Modifica les dades a Wikidata |
|        | les Heures                   | masia            | Perafita                 |                      |                      | 42° 03′ 38″ N, 2° 07′ 04″ E / 42.060667°N,2.117895°E                                                                   | bé integrant del patrimoni cultural català           |                          | Modifica les dades a Wikidata |
|        | les Valls de Mascarella      | masia            | Perafita                 |                      |                      | 42° 01′ 31″ N, 2° 06′ 40″ E / 42.025326°N,2.110991°E                                                                   | bé integrant del patrimoni cultural català           |                          | Modifica les dades a Wikidata |
|        | Mas Bols                     | masia            | Perafita                 |                      |                      | 42° 03′ 45″ N, 2° 05′ 30″ E / 42.062579°N,2.09175°E                                                                    | bé integrant del patrimoni cultural català           |                          | Modifica les dades a Wikidata |
|        | Mas Busquets                 | masia            | Perafita                 |                      |                      | 42° 01′ 33″ N, 2° 05′ 56″ E / 42.025863°N,2.09894°E                                                                    | bé integrant del patrimoni cultural català           |                          | Modifica les dades a Wikidata |
|        | Mas les Roquetes             | masia            | Perafita                 |                      |                      | 42° 02′ 46″ N, 2° 07′ 28″ E / 42.045984°N,2.124575°E                                                                   | bé integrant del patrimoni cultural català           |                          | Modifica les dades a Wikidata |
|        | Mas Paiàs                    | masia            | Perafita                 |                      |                      | 42° 03′ 20″ N, 2° 06′ 30″ E / 42.055441°N,2.108239°E                                                                   | bé integrant del patrimoni cultural català           |                          | Modifica les dades a Wikidata |
|        | Mas Teulats                  | masia            | Perafita                 |                      |                      | 42° 03′ 07″ N, 2° 06′ 24″ E / 42.051898°N,2.106741°E                                                                   | bé integrant del patrimoni cultural català           |                          | Modifica les dades a Wikidata |
|        | Mascarella                   | masia            | Perafita                 |                      |                      | 42° 01′ 13″ N, 2° 06′ 22″ E / 42.0202402099761°N,2.10603386830556°E                                                    |                                                      |                          | Modifica les dades a Wikidata |
|        | Masia la Roca                | masia            | Perafita                 |                      |                      | 42° 02′ 57″ N, 2° 06′ 09″ E / 42.049128°N,2.102623°E                                                                   | bé integrant del patrimoni cultural català           |                          | Modifica les dades a Wikidata |
|        | Puigmajor                    | masia            | Perafita                 | 854                  |                      | 42° 03′ 16″ N, 2° 07′ 19″ E / 42.054402°N,2.121933°E                                                                   | bé integrant del patrimoni cultural català           | Puigmajor (Perafita)     | Modifica les dades a Wikidata |
|        | Rocatova de Baix             | masia            | Perafita                 |                      |                      | 42° 03′ 49″ N, 2° 07′ 19″ E / 42.063625°N,2.121987°E                                                                   | bé integrant del patrimoni cultural català           |                          | Modifica les dades a Wikidata |
|        | Rocatova de Dalt             | masia            | Perafita                 |                      |                      | 42° 04′ 04″ N, 2° 07′ 14″ E / 42.067911°N,2.120599°E                                                                   | bé integrant del patrimoni cultural català           |                          | Modifica les dades a Wikidata |
|        | Cal Butxaca                  | masia            | Prats de Lluçanès        |                      |                      | 42° 00′ 18″ N, 2° 00′ 58″ E / 42.0050572642263°N,2.01600618859776°E                                                    |                                                      |                          | Modifica les dades a Wikidata |
|        | Cal Canal                    | masia            | Prats de Lluçanès        |                      |                      | 42° 00′ 08″ N, 2° 01′ 06″ E / 42.0023302796004°N,2.01834245514835°E                                                    |                                                      |                          | Modifica les dades a Wikidata |
|        | Cal Dama                     | masia            | Prats de Lluçanès        |                      |                      | 42° 00′ 43″ N, 2° 01′ 51″ E / 42.0118582215916°N,2.03094903448584°E                                                    |                                                      |                          | Modifica les dades a Wikidata |
|        | Cal Guerxo                   | masia            | Prats de Lluçanès        |                      |                      | 42° 00′ 02″ N, 2° 00′ 59″ E / 42.0006°N,2.01638°E                                                                      |                                                      |                          | Modifica les dades a Wikidata |
|        | Cal Vaquetes                 | masia            | Prats de Lluçanès        |                      |                      | 42° 00′ 40″ N, 2° 01′ 34″ E / 42.0111949474492°N,2.02600767312474°E                                                    |                                                      |                          | Modifica les dades a Wikidata |
|        | Can Camps                    | masia            | Prats de Lluçanès        |                      |                      | 42° 00′ 37″ N, 2° 01′ 51″ E / 42.0103700942408°N,2.03070594030783°E                                                    |                                                      |                          | Modifica les dades a Wikidata |
|        | Can Magí                     | masia            | Prats de Lluçanès        |                      |                      | 41° 59′ 54″ N, 2° 00′ 52″ E / 41.9982437369441°N,2.01442078120618°E                                                    |                                                      |                          | Modifica les dades a Wikidata |
|        | Casa Nova de Lurda           | masia            | Prats de Lluçanès        |                      |                      | 42° 00′ 39″ N, 2° 02′ 17″ E / 42.0109371706315°N,2.03816067600149°E                                                    |                                                      |                          | Modifica les dades a Wikidata |
|        | Casa Nova del Riambau        | masia            | Prats de Lluçanès        |                      |                      | 42° 00′ 15″ N, 2° 01′ 25″ E / 42.0042024428378°N,2.02348191635376°E                                                    |                                                      |                          | Modifica les dades a Wikidata |
|        | Casal de Soler de Nuc        | masia casa forta | Prats de Lluçanès        |                      |                      | 41° 59′ 31″ N, 2° 00′ 25″ E / 41.991878°N,2.006859°E                                                                   | bé d'interès cultural bé cultural d'interès nacional |                          | Modifica les dades a Wikidata |
|        | Casanova de la Pedragosa     | masia            | Prats de Lluçanès        |                      |                      | 41° 58′ 49″ N, 2° 01′ 12″ E / 41.98022°N,2.01988°E                                                                     | bé integrant del patrimoni cultural català           |                          | Modifica les dades a Wikidata |
|        | Coll-lliscador               | masia            | Prats de Lluçanès        |                      |                      | 42° 00′ 24″ N, 2° 01′ 05″ E / 42.0067865782185°N,2.01811695801952°E                                                    |                                                      |                          | Modifica les dades a Wikidata |
|        | el Clot del Vilar            | masia            | Prats de Lluçanès        |                      |                      | 42° 00′ 33″ N, 2° 02′ 50″ E / 42.0091402814133°N,2.04732948727766°E                                                    |                                                      |                          | Modifica les dades a Wikidata |
|        | el Marçal                    | masia            | Prats de Lluçanès        |                      |                      | 42° 00′ 58″ N, 2° 02′ 29″ E / 42.0160983202259°N,2.04144047535091°E                                                    |                                                      |                          | Modifica les dades a Wikidata |
|        | el Serradet de Sant Antoni   | masia            | Prats de Lluçanès        |                      |                      | 42° 00′ 13″ N, 2° 01′ 34″ E / 42.0035664920788°N,2.02601536124593°E                                                    |                                                      |                          | Modifica les dades a Wikidata |
|        | Fontcalenta                  | masia            | Prats de Lluçanès        |                      |                      | 41° 59′ 24″ N, 2° 01′ 34″ E / 41.99000317732°N,2.02607729687833°E                                                      |                                                      |                          | Modifica les dades a Wikidata |
|        | Galobardes                   | masia            | Prats de Lluçanès        |                      |                      | 41° 59′ 16″ N, 2° 00′ 41″ E / 41.98791°N,2.01146°E                                                                     | bé integrant del patrimoni cultural català           |                          | Modifica les dades a Wikidata |
|        | la Caseta de Sant Sebastià   | masia            | Prats de Lluçanès        |                      |                      | 42° 00′ 28″ N, 2° 01′ 22″ E / 42.0079°N,2.02267°E                                                                      | bé integrant del patrimoni cultural català           |                          | Modifica les dades a Wikidata |
|        | la Coma del Forn             | masia            | Prats de Lluçanès        |                      |                      | 41° 58′ 43″ N, 2° 00′ 15″ E / 41.978691314569°N,2.00407616948402°E                                                     |                                                      |                          | Modifica les dades a Wikidata |
|        | la Farinera                  | masia            | Prats de Lluçanès        |                      |                      | 41° 59′ 11″ N, 2° 01′ 32″ E / 41.9864776681945°N,2.02561194165506°E                                                    |                                                      |                          | Modifica les dades a Wikidata |
|        | la Roca d'en Feliu           | masia            | Prats de Lluçanès        |                      |                      | 42° 00′ 07″ N, 2° 00′ 54″ E / 42.00205°N,2.01508°E                                                                     | bé integrant del patrimoni cultural català           |                          | Modifica les dades a Wikidata |
|        | la Vila                      | masia            | Prats de Lluçanès        |                      |                      | 42° 00′ 20″ N, 2° 00′ 29″ E / 42.00557°N,2.00819°E                                                                     | bé integrant del patrimoni cultural català           |                          | Modifica les dades a Wikidata |
|        | les Vinyes                   | masia            | Prats de Lluçanès        |                      |                      | 42° 00′ 11″ N, 2° 00′ 55″ E / 42.00303°N,2.01534°E                                                                     | bé integrant del patrimoni cultural català           |                          | Modifica les dades a Wikidata |
|        | Plangibert                   | masia            | Prats de Lluçanès        |                      |                      | 41° 59′ 53″ N, 2° 02′ 22″ E / 41.9981043811927°N,2.03941648637597°E                                                    |                                                      |                          | Modifica les dades a Wikidata |
|        | Puigvistós                   | masia            | Prats de Lluçanès        |                      |                      | 41° 59′ 59″ N, 2° 00′ 49″ E / 41.9996329266244°N,2.01362657735066°E                                                    |                                                      |                          | Modifica les dades a Wikidata |
|        | Serra-seca                   | masia            | Prats de Lluçanès        |                      |                      | 41° 59′ 37″ N, 2° 01′ 50″ E / 41.9937159989747°N,2.03058441817671°E                                                    |                                                      |                          | Modifica les dades a Wikidata |
|        | Sorribes                     | masia            | Prats de Lluçanès        |                      |                      | 42° 00′ 11″ N, 2° 01′ 46″ E / 42.0029738601334°N,2.02941750414042°E                                                    |                                                      |                          | Modifica les dades a Wikidata |
|        | Cal Baciver                  | masia            | Sant Martí d'Albars      |                      |                      | 42° 01′ 43″ N, 2° 04′ 23″ E / 42.0286799916202°N,2.07319092804154°E                                                    |                                                      |                          | Modifica les dades a Wikidata |
|        | Cal Benet                    | masia            | Sant Martí d'Albars      |                      |                      | 42° 01′ 37″ N, 2° 04′ 10″ E / 42.0269381724905°N,2.06941113899843°E                                                    |                                                      |                          | Modifica les dades a Wikidata |
|        | Cal Blanc                    | masia            | Sant Martí d'Albars      |                      |                      | 42° 01′ 32″ N, 2° 04′ 21″ E / 42.02549°N,2.0726°E                                                                      | bé integrant del patrimoni cultural català           |                          | Modifica les dades a Wikidata |
|        | Cal Dot                      | masia            | Sant Martí d'Albars      |                      |                      | 42° 01′ 49″ N, 2° 03′ 56″ E / 42.0302833114485°N,2.06543625278555°E                                                    |                                                      |                          | Modifica les dades a Wikidata |
|        | Cal Fadrí                    | masia            | Sant Martí d'Albars      |                      |                      | 42° 01′ 48″ N, 2° 03′ 57″ E / 42.0300244160763°N,2.06571789078361°E                                                    |                                                      |                          | Modifica les dades a Wikidata |
|        | Cal Fernando                 | masia            | Sant Martí d'Albars      |                      |                      | 42° 02′ 41″ N, 2° 04′ 11″ E / 42.0446557535593°N,2.0696359300316°E                                                     |                                                      |                          | Modifica les dades a Wikidata |
|        | Cal Ferrer                   | masia            | Sant Martí d'Albars      |                      |                      | 42° 02′ 39″ N, 2° 04′ 12″ E / 42.0442974957569°N,2.06988281604413°E                                                    |                                                      |                          | Modifica les dades a Wikidata |
|        | Cal Lluís                    | masia            | Sant Martí d'Albars      |                      |                      | 42° 01′ 50″ N, 2° 03′ 56″ E / 42.0306444133676°N,2.06553968608434°E                                                    |                                                      |                          | Modifica les dades a Wikidata |
|        | Cal Martí                    | masia            | Sant Martí d'Albars      |                      |                      | 42° 02′ 44″ N, 2° 04′ 18″ E / 42.0454553671447°N,2.07161798453066°E                                                    |                                                      |                          | Modifica les dades a Wikidata |
|        | Cal Mercader                 | masia            | Sant Martí d'Albars      |                      |                      | 42° 03′ 15″ N, 2° 03′ 54″ E / 42.0542907237878°N,2.06496350152355°E                                                    |                                                      |                          | Modifica les dades a Wikidata |
|        | Cal Met                      | masia            | Sant Martí d'Albars      |                      |                      | 42° 03′ 24″ N, 2° 04′ 20″ E / 42.05674°N,2.07212°E                                                                     | bé integrant del patrimoni cultural català           |                          | Modifica les dades a Wikidata |
|        | Cal Nofra                    | masia            | Sant Martí d'Albars      |                      |                      | 42° 02′ 42″ N, 2° 04′ 12″ E / 42.04513°N,2.069874°E                                                                    | bé integrant del patrimoni cultural català           |                          | Modifica les dades a Wikidata |
|        | Cal Patxatxa                 | masia            | Sant Martí d'Albars      |                      |                      | 42° 01′ 51″ N, 2° 03′ 56″ E / 42.0309046853588°N,2.06542715004721°E                                                    |                                                      |                          | Modifica les dades a Wikidata |
|        | Cal Pericó                   | masia            | Sant Martí d'Albars      |                      |                      | 42° 02′ 37″ N, 2° 04′ 06″ E / 42.0437089007494°N,2.06838104778888°E                                                    |                                                      |                          | Modifica les dades a Wikidata |
|        | Cal Petit                    | masia            | Sant Martí d'Albars      |                      |                      | 42° 01′ 42″ N, 2° 04′ 28″ E / 42.0284190884146°N,2.07434231190995°E                                                    |                                                      |                          | Modifica les dades a Wikidata |
|        | Cal Pusquies                 | masia            | Sant Martí d'Albars      |                      |                      | 42° 03′ 09″ N, 2° 04′ 05″ E / 42.0525773543915°N,2.06802184580411°E                                                    |                                                      |                          | Modifica les dades a Wikidata |
|        | Cal Putxó                    | masia            | Sant Martí d'Albars      |                      |                      | 42° 02′ 43″ N, 2° 04′ 14″ E / 42.0452392459689°N,2.07050948413598°E                                                    |                                                      |                          | Modifica les dades a Wikidata |
|        | Cal Sallent                  | masia            | Sant Martí d'Albars      |                      |                      | 42° 02′ 35″ N, 2° 04′ 10″ E / 42.0430154958802°N,2.06950278642899°E                                                    |                                                      |                          | Modifica les dades a Wikidata |
|        | Cal Setrill                  | masia            | Sant Martí d'Albars      |                      |                      | 42° 02′ 39″ N, 2° 04′ 10″ E / 42.0442949495891°N,2.06956869671241°E                                                    |                                                      |                          | Modifica les dades a Wikidata |
|        | Cal Solanic                  | masia            | Sant Martí d'Albars      |                      |                      | 42° 00′ 50″ N, 2° 03′ 45″ E / 42.0138405112059°N,2.06250072882045°E                                                    |                                                      |                          | Modifica les dades a Wikidata |
|        | Cal Vilardell                | masia            | Sant Martí d'Albars      |                      |                      | 42° 01′ 40″ N, 2° 04′ 26″ E / 42.0277216741491°N,2.07385715828726°E                                                    |                                                      |                          | Modifica les dades a Wikidata |
|        | Cal Xalí                     | masia            | Sant Martí d'Albars      |                      |                      | 42° 02′ 41″ N, 2° 04′ 20″ E / 42.044729934634°N,2.07212395063699°E                                                     |                                                      |                          | Modifica les dades a Wikidata |
|        | Cal Xicó                     | masia            | Sant Martí d'Albars      |                      |                      | 42° 02′ 38″ N, 2° 04′ 19″ E / 42.0438721733899°N,2.07185852642042°E                                                    |                                                      |                          | Modifica les dades a Wikidata |
|        | Casa Nova del Puig           | masia            | Sant Martí d'Albars      |                      |                      | 42° 01′ 07″ N, 2° 05′ 07″ E / 42.0187259095407°N,2.08530489065668°E                                                    |                                                      |                          | Modifica les dades a Wikidata |
|        | Casa Nova del Turigues       | masia            | Sant Martí d'Albars      |                      |                      | 42° 01′ 44″ N, 2° 04′ 21″ E / 42.0288188098882°N,2.07253659089998°E                                                    |                                                      |                          | Modifica les dades a Wikidata |
|        | Cererols                     | masia            | Sant Martí d'Albars      |                      |                      | 42° 01′ 56″ N, 2° 03′ 36″ E / 42.0322738476773°N,2.05993455222881°E                                                    |                                                      |                          | Modifica les dades a Wikidata |
|        | Domus de Vilatammar          | masia casa forta | Sant Martí d'Albars      |                      |                      | 42° 01′ 19″ N, 2° 04′ 53″ E / 42.021832°N,2.081268°E                                                                   | bé d'interès cultural bé cultural d'interès nacional | Domus de Vilatamar       | Modifica les dades a Wikidata |
|        | el Prat                      | masia            | Sant Martí d'Albars      |                      |                      | 42° 01′ 25″ N, 2° 04′ 36″ E / 42.0237104875556°N,2.07680226947351°E                                                    |                                                      |                          | Modifica les dades a Wikidata |
|        | Fumanya                      | masia            | Sant Martí d'Albars      |                      |                      | 42° 01′ 40″ N, 2° 03′ 20″ E / 42.02778°N,2.05563°E                                                                     | bé integrant del patrimoni cultural català           |                          | Modifica les dades a Wikidata |
|        | l'Almató                     | masia            | Sant Martí d'Albars      |                      |                      | 42° 03′ 17″ N, 2° 04′ 29″ E / 42.05483°N,2.07464°E                                                                     | bé integrant del patrimoni cultural català           |                          | Modifica les dades a Wikidata |
|        | la Casa Nova de Vilatammar   | masia            | Sant Martí d'Albars      |                      |                      | 42° 00′ 56″ N, 2° 04′ 41″ E / 42.0154895855393°N,2.07817724014043°E                                                    |                                                      |                          | Modifica les dades a Wikidata |
|        | la Casa Nova del Puig        | masia            | Sant Martí d'Albars      |                      |                      | 42° 01′ 09″ N, 2° 05′ 01″ E / 42.0192523664628°N,2.08355808421154°E                                                    |                                                      |                          | Modifica les dades a Wikidata |
|        | la Casanova                  | masia            | Sant Martí d'Albars      |                      |                      | 42° 03′ 31″ N, 2° 04′ 18″ E / 42.0585869036185°N,2.07163218149049°E                                                    |                                                      |                          | Modifica les dades a Wikidata |
|        | la Caseta                    | masia            | Sant Martí d'Albars      |                      |                      | 42° 02′ 23″ N, 2° 04′ 06″ E / 42.039827373339°N,2.0684135866456°E                                                      |                                                      |                          | Modifica les dades a Wikidata |
|        | la Coromina                  | masia            | Sant Martí d'Albars      |                      |                      | 42° 01′ 14″ N, 2° 03′ 11″ E / 42.020612544864°N,2.0531306872972°E                                                      |                                                      |                          | Modifica les dades a Wikidata |
|        | la Rectoria                  | masia            | Sant Martí d'Albars      |                      |                      | 42° 01′ 41″ N, 2° 04′ 27″ E / 42.0281120265021°N,2.07423804800966°E                                                    |                                                      |                          | Modifica les dades a Wikidata |
|        | la Serra                     | masia            | Sant Martí d'Albars      |                      |                      | 42° 02′ 42″ N, 2° 04′ 05″ E / 42.0450308316161°N,2.06813215536603°E                                                    |                                                      |                          | Modifica les dades a Wikidata |
|        | la Torre del Baró            | masia            | Sant Martí d'Albars      |                      |                      | 42° 01′ 38″ N, 2° 04′ 23″ E / 42.02732°N,2.07311°E                                                                     | bé integrant del patrimoni cultural català           |                          | Modifica les dades a Wikidata |
|        | les Vinyes                   | masia            | Sant Martí d'Albars      |                      |                      | 42° 03′ 29″ N, 2° 03′ 54″ E / 42.057996°N,2.064985°E                                                                   | bé integrant del patrimoni cultural català           |                          | Modifica les dades a Wikidata |
|        | Torrents                     | masia            | Sant Martí d'Albars      |                      |                      | 42° 03′ 17″ N, 2° 04′ 06″ E / 42.054767822577°N,2.06825568757826°E                                                     |                                                      |                          | Modifica les dades a Wikidata |
|        | Aumatell                     | masia            | Sobremunt                |                      |                      | 42° 00′ 53″ N, 2° 09′ 17″ E / 42.014822°N,2.154724°E                                                                   | bé integrant del patrimoni cultural català           |                          | Modifica les dades a Wikidata |
|        | Baulenes                     | masia            | Sobremunt                |                      |                      | 42° 01′ 18″ N, 2° 12′ 02″ E / 42.0217752368501°N,2.2005765406711°E                                                     |                                                      |                          | Modifica les dades a Wikidata |
|        | Beulovi                      | masia            | Sobremunt                | 812                  |                      | 42° 01′ 10″ N, 2° 10′ 36″ E / 42.019547°N,2.176547°E                                                                   | bé integrant del patrimoni cultural català           | Beulovi                  | Modifica les dades a Wikidata |
|        | Ca la Grida                  | masia            | Sobremunt                |                      |                      | 42° 02′ 12″ N, 2° 09′ 55″ E / 42.0365642649468°N,2.16519776011772°E                                                    |                                                      |                          | Modifica les dades a Wikidata |
|        | Cal Teixidor                 | masia            | Sobremunt                |                      |                      | 42° 02′ 11″ N, 2° 09′ 47″ E / 42.0363682272564°N,2.16301357952635°E                                                    |                                                      |                          | Modifica les dades a Wikidata |
|        | Cal Xicra                    | masia            | Sobremunt                |                      |                      | 42° 01′ 58″ N, 2° 09′ 52″ E / 42.0328567876525°N,2.16440062274665°E                                                    |                                                      |                          | Modifica les dades a Wikidata |
|        | Can Bartolí                  | masia            | Sobremunt                |                      |                      | 42° 02′ 10″ N, 2° 09′ 51″ E / 42.0359977375156°N,2.16408160441966°E                                                    |                                                      |                          | Modifica les dades a Wikidata |
|        | Can Casanova                 | masia            | Sobremunt                |                      |                      | 42° 01′ 54″ N, 2° 09′ 51″ E / 42.0318019824288°N,2.16425739121842°E                                                    |                                                      |                          | Modifica les dades a Wikidata |
|        | Can Cuca                     | masia            | Sobremunt                |                      |                      | 42° 02′ 01″ N, 2° 09′ 48″ E / 42.0335694958646°N,2.1633281640993°E                                                     |                                                      |                          | Modifica les dades a Wikidata |
|        | Can Jepet                    | masia            | Sobremunt                |                      |                      | 42° 01′ 44″ N, 2° 11′ 18″ E / 42.028953°N,2.188385°E                                                                   | bé integrant del patrimoni cultural català           |                          | Modifica les dades a Wikidata |
|        | Can Moliner                  | masia            | Sobremunt                |                      |                      | 42° 02′ 12″ N, 2° 09′ 48″ E / 42.0367136125398°N,2.16344398258479°E                                                    |                                                      |                          | Modifica les dades a Wikidata |
|        | Can Trampa                   | masia            | Sobremunt                |                      |                      | 42° 02′ 08″ N, 2° 09′ 50″ E / 42.0356087346283°N,2.16384507581608°E                                                    |                                                      |                          | Modifica les dades a Wikidata |
|        | Can Vinyes                   | masia            | Sobremunt                |                      |                      | 42° 01′ 28″ N, 2° 08′ 21″ E / 42.024519863759°N,2.13922798885145°E                                                     |                                                      |                          | Modifica les dades a Wikidata |
|        | Caseta de Norra              | masia            | Sobremunt                |                      |                      | 42° 00′ 53″ N, 2° 09′ 18″ E / 42.0148475736721°N,2.15508319484667°E                                                    |                                                      |                          | Modifica les dades a Wikidata |
|        | Conjunta                     | masia            | Sobremunt                |                      |                      | 42° 01′ 41″ N, 2° 10′ 49″ E / 42.028004°N,2.180388°E                                                                   | bé integrant del patrimoni cultural català           |                          | Modifica les dades a Wikidata |
|        | Cuspineda                    | masia            | Sobremunt                |                      |                      | 42° 01′ 20″ N, 2° 10′ 55″ E / 42.02218°N,2.182057°E                                                                    | bé integrant del patrimoni cultural català           |                          | Modifica les dades a Wikidata |
|        | el Cavaller                  | masia            | Sobremunt                | 813                  |                      | 42° 01′ 16″ N, 2° 10′ 33″ E / 42.021037°N,2.175827°E                                                                   | bé integrant del patrimoni cultural català           |                          | Modifica les dades a Wikidata |
|        | el Collet                    | masia            | Sobremunt                |                      |                      | 42° 02′ 02″ N, 2° 09′ 42″ E / 42.0339175576066°N,2.16165641996405°E                                                    |                                                      |                          | Modifica les dades a Wikidata |
|        | el Grau                      | masia            | Sobremunt                | 816                  |                      | 42° 01′ 14″ N, 2° 11′ 35″ E / 42.020692°N,2.193152°E                                                                   | bé integrant del patrimoni cultural català           |                          | Modifica les dades a Wikidata |
|        | el Muntaner                  | masia            | Sobremunt                |                      |                      | 42° 01′ 50″ N, 2° 09′ 45″ E / 42.0306182156663°N,2.16248500226387°E                                                    |                                                      |                          | Modifica les dades a Wikidata |
|        | el Puig                      | masia            | Sobremunt                |                      |                      | 42° 01′ 22″ N, 2° 08′ 54″ E / 42.0228851072612°N,2.14827298682097°E                                                    |                                                      |                          | Modifica les dades a Wikidata |
|        | els Arços                    | masia            | Sobremunt                |                      |                      | 42° 01′ 13″ N, 2° 08′ 38″ E / 42.0203117320286°N,2.14376584365937°E                                                    |                                                      |                          | Modifica les dades a Wikidata |
|        | Guiteres                     | masia            | Sobremunt                |                      |                      | 42° 00′ 34″ N, 2° 10′ 09″ E / 42.009307°N,2.169156°E                                                                   | bé integrant del patrimoni cultural català           |                          | Modifica les dades a Wikidata |
|        | la Farigola                  | masia            | Sobremunt                |                      |                      | 42° 01′ 45″ N, 2° 09′ 41″ E / 42.0292672878727°N,2.16125848347023°E                                                    |                                                      |                          | Modifica les dades a Wikidata |
|        | la Masia                     | masia            | Sobremunt                |                      |                      | 42° 01′ 45″ N, 2° 11′ 08″ E / 42.029166666667°N,2.1855555555556°E                                                      | bé integrant del patrimoni cultural català           |                          | Modifica les dades a Wikidata |
|        | la Roca                      | masia            | Sobremunt                | 865                  |                      | 42° 02′ 08″ N, 2° 09′ 57″ E / 42.035501°N,2.165891°E                                                                   | bé integrant del patrimoni cultural català           | La Roca (Sobremunt)      | Modifica les dades a Wikidata |
|        | les Fosses                   | masia            | Sobremunt                |                      |                      | 42° 01′ 39″ N, 2° 08′ 57″ E / 42.027363°N,2.149158°E                                                                   | bé integrant del patrimoni cultural català           |                          | Modifica les dades a Wikidata |
|        | Mas Miolet                   | masia            | Sobremunt                |                      |                      | 42° 00′ 27″ N, 2° 10′ 30″ E / 42.0075072960772°N,2.1749004579285°E                                                     |                                                      |                          | Modifica les dades a Wikidata |
|        | Portellet                    | masia            | Sobremunt                |                      |                      | 42° 02′ 06″ N, 2° 10′ 46″ E / 42.035076°N,2.179379°E                                                                   | bé integrant del patrimoni cultural català           | Portellet (Sobremunt)    | Modifica les dades a Wikidata |
|        | Reixac                       | masia            | Sobremunt                |                      |                      | 42° 01′ 21″ N, 2° 09′ 07″ E / 42.022575°N,2.152024°E                                                                   | bé integrant del patrimoni cultural català           |                          | Modifica les dades a Wikidata |